# Michał Julian Piotrowski
Michał Julian Piotrowski (ur. 29 września 1887 w Warszawie, zm. 12 lipca 1949 w Krakowie) – polski teoretyk muzyki, pedagog i krytyk muzyczny, rektor Konserwatorium Towarzystwa Muzycznego w Krakowie w latach 1929–1938. 

## Życiorys
Studiował w Warszawie u Henryka Opieńskiego i Felicjana Szopskiego oraz w Paryżu (u Vincenta d’Indy’ego). W 1916 r. założył w Warszawie, wraz z Januszem Mikettą, szkołę muzyczną. Był prezesem Stowarzyszenia Muzyków Pedagogów oraz członkiem zarządu Filharmonii Warszawskiej. Od 1920 r. wykładał przedmioty teoretyczne w krakowskim konserwatorium. Stanowisko dyrektora uczelni zajął po śmierci Wiktora Barabasza. Zorganizował dwie uczniowskie orkiestry (symfoniczną i dętą). Kontynuował reformy poprzednika, mające na celu poszerzenie autonomii uczelni. Efektem konfliktu z zarządem Towarzystwa Muzycznego było zwolnienie Piotrowskiego z funkcji dyrektora 16 maja 1938 r.
Był członkiem Komisji Opiniodawczej Ministerstwa Wyznań Religijnych i Oświecenia Publicznego w sprawie ustroju szkolnictwa muzycznego Rzeczypospolitej Polskiej.
9 listopada 1931 r. „za zasługi na polu pracy pedagogicznej” odznaczony został Złotym Krzyżem Zasługi.